# 줄무늬우단도마뱀붙이
줄무늬우단도마뱀붙이(Homopholis fasciata)는 밴디드 벨벳 게코(banded velvet gecko), 스트라이프 벨벳 게코(striped velvet gecko)라고도 불리며, 동아프리카에 사는 소형 도마뱀붙이류이다.

## 형태
줄무늬우단은 피부가 부드럽고 벨벳같아 매력적인 작은 도마뱀붙이류이다. 대부분의 개체는 사납게 물어제낀다. 탄자니아 등의 동아프리카의 열대 지역에 분포하며, 그 중에서도 큰 나무가 있는 습하거나 건조한 사바나에 서식한다. 서식지에 있는 나무의 껍질이나 균열 밑에서 발견할 수 있다. 주로 야행성이지만 때때로 낮에도 활동을 한다. 체형은 상당히 통통하며 with a bunt, 꼬리는 휘감을 수 없고, 발가락에는 빨판도 발톱도 있다. 체색은 녹색, 회색, 갈색 바탕에 등을 따라 멋진 V자 무늬가 난다. 3½" - 4½"까지 자란다.

## 사육시
사육 시에는 manty 은신처가 필요하며 열장판을 활용해 온도를 화씨 80-90F 로 맞춰줘야 한다.

### 온도
낮에는 75° - 82 °F, 밤에는 5° - 10 °F까지 떨어진다. 낮에 따뜻한 곳에서 몸을 지지면 건강에 좋으며, 10 이나 20 와트짜리 할로겐 전구가 좋다.

### 습도
사육장의 한 쪽은 60, 다른 쪽은 80% 정도로 맞춰준다. 한구석에 물그릇을 두고, 날마다 사육장 안에 물을 분무해주면 조건을 맞출 수 있다.

### 조광
생장등을 타이머와 함께 설치하고, 하루에 12시간씩 틀어서 열대환경을 모사한다. 계절에 따른 낮의 길이의 변화까지 따라해줄 필요는 없지만, 만일 해주면 번식을 촉진하는 데 도움이 된다. 야행성 습성을 보기 위해서는 침침하게 빛을 비춰주는 게 좋다.

### 식성
작은 귀뚜라미를 주로 급여하며, 밀웜 따위의 작은 곤충을 주는 것이 좋다. 음식에 보충제 가루를 묻히면 (성체는 주에 두 번, 유체는 더 자주) 건강하게 자라는 데 도움이 된다. 칼슘을 넘치게 급여하면 목의 칼슘낭이 부풀어오를 것이다. 언제나 물그릇에 깨끗한 물을 준비해야 하지만, 어떤 개체들은 물방울만을 마실 것이다. 날마다 물을 분무해주는 것을 잊지 말자.

### 서식지
10 갤런 정도의 사육장도 괜찮지만 높이가 더 높다면 더 좋을 것이다. 오르기에 좋은 나무가지, 튼튼한 식물, 은신처, 햇빛을 쬐기에 좋은 따뜻한 곳을 마련하여 숲속의 서식지처럼 꾸미자.

### 암수감별
수컷은 꼬리의 밑동에 반음경(en:Hemipenal) 두덩이가 있고, 총배설강 입구 바로 윗부분에 한 쌍의 항문전공이 있는데 암컷은 둘 다 없다.

### 번식
북반구에서는 겨울에 해당하는 시기에 산란한다. 번식기마다 한 번에 두 개씩 네다섯 번 낳는다. 껍질이 딱딱한 알을 느슨한 나무껍질 밑, 균열 안에 낳거나 다소 습한 땅 안에 파묻는다. 부화를 위해서는 화씨 82 °F."에 달하는 온도를 피해야 한다.